# 椿百合子
椿 百合子（つばき ゆりこ、1960年〈昭和35年〉6月 - ）は、日本の法務官僚。法務省大臣官房審議官。

## 人物
奈良女子大学文学部を卒業後、1987年（昭和62年）、法務省に入省する（昭和62年採用Ｉ種・教育）。
矯正局成人矯正課課長補佐、大臣官房参事官、大臣官房公文書監理官などを歴任する。
2020年（令和2年）、大臣官房審議官（矯正局担当）に就任する。法制審議会少年法・刑事法（少年年齢・犯罪者処遇関係）部会幹事を併任する。
2021年（令和3年）、定年退職。2022年（令和4年）、中国地方更生保護委員会委員。

## 著作
- 『刑事司法と福祉』（相谷登, 今福章二と共編著）ミネルヴァ書房 2023年